# Кальві (аеропорт)
Аеропорт Кальві-Сент-Катрин (фр. Aéroport de Calvi - Sainte-Catherine, корс. Aeruportu di Calvi Santa Catalina) (IATA: CLY, ICAO: LFKC) — цивільний аеропорт розташований за 6 км SE від Кальві, Корсика.

## Авіалінії та напрямки, серпень 2019
| Авіакомпанія                  | Пункт призначення                                           |
| ----------------------------- | ----------------------------------------------------------- |
| Air Corsica                   | Сезонний: Бордо, Лондон-Станстед                            |
| Air France                    | Марсель, Ніцца, Париж-Орлі Сезонний: Брюссель, Нант, Тулуза |
| Brussels Airlines             | Сезонний: Брюссель                                          |
| easyJet Switzerland           | Сезонний: Базель-Мюлуз-Фрайбург, Женева                     |
| Flybe                         | Сезонний: Манчестер                                         |
| Chair Airlines                | Сезонний: Цюрих                                             |
| Helvetic Airways              | Сезонний: Цюрих                                             |
| HOP!                          | Сезонний: Кан, Ренн                                         |
| Level                         | Сезонний: Лінц, Зальцбург, Відень                           |
| Luxair                        | Сезонний: Люксембург                                        |
| Swiss International Air Lines | Сезонний: Женева                                            |
| Volotea                       | Сезонний: Бордо, Нант                                       |